# Snoopy - Pandi Panda
 (août 2019).
Si vous disposez d'ouvrages ou d'articles de référence ou si vous connaissez des sites web de qualité traitant du thème abordé ici, merci de compléter l'article en donnant les références utiles à sa vérifiabilité et en les liant à la section « Notes et références ».
Albums de Chantal Goya
Mon Pinocchio - Babar
(1983) Félix le Chat - L'alphabet en chantant
(1985)
Snoopy - Pandi Panda est le huitième album studio de la chanteuse Chantal Goya. 
Sorti en 1984, il a été certifié disque d'or pour plus de 100 000 exemplaires vendus en France[source insuffisante][réf. incomplète].
Il a été réédité en CD chez Podis / Polygram en 1997 et en 2013 dans le coffret L'intégrale chez Sony.

## Titres
1. Snoopy (Jean-Jacques Debout) (2:44)
2. Ma sirène (Jean-Jacques Debout) (3:13)
3. Loup-Loup (Roger Dumas - Jean-Jacques Debout / Jean-Jacques Debout) (3:16)
4. Polichinelle (Roger Dumas - Jean-Jacques Debout / Jean-Jacques Debout) (2:55)
5. Nous irons dès demain (Jean-Jacques Debout) (2:47)
6. Le mystérieux voyage (Jean-Jacques Debout) (3:54)
7. Pandi Panda (Jean-Jacques Debout) (2:45)
8. Marie-Chiffon (Jean-Jacques Debout) (2:58)
9. Poisson d'avril (Roger Dumas - Jean-Jacques Debout / Jean-Jacques Debout) (3:00)
10. Quand on s'est perdu (Jean-Jacques Debout) (3:31)
11. Papa Mille-Pattes (Jean-Jacques Debout) (3:25)

### Bonus (réédition 2013)
- Jeannot Lapin (Jean-Jacques Debout)
- Monsieur le Chêne (Duo Chêne / Marie-Rose) (Jean-Jacques Debout)
- Chanson des Rats (Jean-Jacques Debout)
- Hippocampes, hippocampes (Jean-Jacques Debout)
- Oh, Monsieur le Dragon Bleu (Jean-Jacques Debout)
- La chanson de Mathieu (Jean-Jacques Debout)

## Crédits
- Direction artistique : Jean-Jacques Debout/Jean-Daniel Mercier
- Enregistré au studio du Palais Des Congrès et Studio Miraval
- Ingenieur du son : Jean-Michel Porterie
- Assistants : F. Defaye -J. Hermet
- Arrangements et direction d'orchestre : Jean-Daniel Mercier
- Réalisation : Jean-Michel Mercier et Jean-Jacques Debout
- Edition : Jean-Jacques Debout
- Chœurs : Les Petits Chanteurs d'Aix-En-Provence sous la direction de Gérard Mouton.

## Singles
- Snoopy - 1984
- Pandi Panda - 1984